# اونفلور، کبک
اونفلور (به فرانسوی: Honfleur) شهری در منطقه شهری بلشاس ناحیه شودییر-آپالاش در استان کبک کانادا است. در سرشماری سال ۲۰۱۱ این شهر ۸۷۴ نفر جمعیت داشته‌است و مساحت آن ۵۰٫۹۹ کیلومتر مربع است.